# Paulo Gustavo
Paulo Gustavo Amaral Monteiro de Barros (Niterói, 30 d'octubre de 1978 — Rio de Janeiro, 4 de maig de 2021) va ser un actor, humorista, guionista i presentador brasiler conegut artísticament com Paulo Gustavo. El seu paper més conegut va ser el de Dona Hermínia, a la saga Minha Mãe É uma Peça.

## Carrera
Paulo Gustavo es va graduar el 2005 en la Casa de les Arts de Laranjeiras (CAL), junt amb Fábio Porchat i Marcus Majella, entre d'altres. Havia guanyat certa popularitat l'any anterior, quan va crear el personatge de Dona Hermínia per l'obra de teatre Surto. Es tractava d'una paròdia d'una mestressa de casa de mitjana edat divorciada, obsessiva, manefla i sense pèls a la llengua.
L'any 2005, va alternar el teatre amb petits papers en sèries de televisió. El 2006 va estrenar als escenaris el seu espectacle Minha Mãe É uma Peça ("La meva mare és una peça", en català), un monòleg escrit per ell mateix, on tornava a interpretar a Dona Hermínia. La seva actuació va rendir-li una nominació al Premi Shell de teatre al millor actor. L'èxit de l'obra va fer que la peça guanyés una adaptació cinematogràfica: Minha Mãe É uma Peça: O Filme, la més vista al Brasil el 2013. A continuació, s'estrenaren dues seqüeles, el 2016 i 2019. Entre totes tres, van acumular 25 milions d'espectadors, convertint a Dona Hermínia en un dels personatges brasilers més estimats i lucratius de la indústria en el primer quart de segle. L'any 2015 es va editar un llibre homònim, amb textos inèdits i fotografies de les representacions teatrals i les gravacions de la pel·lícula.
L'any 2011, va ser el presentador del programa 220 Volts. El 2013, va estrenar la sitcom Vai que cola, en la cadena Multishow, que va protagonitzar durant les quatre primeres temporades i que també va ser adaptada pel cinema. El 2014 l'actor va estrenar el reality Paulo Gustavo na Estrada, també a Multishow.
El 2017, un cop va abandonar Vai que cola, va estrenar una nova comèdia televisiva, A Vila. Va interpretar el paper protagonista, Rique, els quatre anys que va estar en antena.
L'artista va preparar una nova adaptació per Minha mãe..., traslladant les vivències de Dona Hermínia a la pantalla petita, però la pandèmia de Covid-19 va ajornar tota la producció. A més d'això, l'actor havia signat un contracte de cinc anys amb Amazon, per la creació de contingut per a la plataforma de streaming Prime Video, amb inici previst per 2022.

## Vida personal
Nascut i criat en una família de classe mitjana de la ciutat de Niterói, en la Regió Metropolitana de Rio de Janeiro, va estudiar en el tradicional Col·legi Salesià Santa Rosa. Assumidamente bisexual des de la seva adolescència, es va casar el 20 de desembre de 2015 amb el dermatòleg Thales Bretas. El dia 18 d'agost de 2019, va anunciar el naixement dels fills de la parella, anomenats Romeu i Gael, per gestació subrogada.

### Malaltia i mort
El 13 de març de 2021, després de ser diagnosticat i presentar complicacions de Covid-19, Paulo Gustavo va ser ingressat en l'Hospital Copa Star, un hospital privat localitzat a Copacabana, Rio de Janeiro. El 2 d'abril va presentar un empitjorament del quadre clínic i va començar a rebre teràpia d'oxigenació per membrana extracorpòria. El dia 3 de maig, després d'alguns dies presentant símptomes de milloria, Paulo Gustavo va sofrir una embòlia pulmonar, el que va causar un significatiu empitjorament del seu estat de salut. El butlletí mèdic divulgat aquell dia deia: «Infeliçment, la situació clínica actual és inestable i d'extrema gravetat». En la tarda de l'endemà, 4 de maig de 2021, va divulgar-se un butlletí mèdic dient que el quadre clínic de Paulo era irreversible. En el posterior butlletí es va informar de la seva mort a les 21:12 h, quan va ser constatada la mort cerebral de l'actor.
La data de la seva mort va coincidir amb el 15è aniversari de l'estrena al teatre de l'obra Minha Mãe é uma Peça.

## Obres

### Televisió
| Any     | Títol                          | Personatge                         | Notes                                         |
| ------- | ------------------------------ | ---------------------------------- | --------------------------------------------- |
| 2006    | Prova de Amor                  | Folião                             | Capítol: 24 de outubro                        |
| 2006    | Minha Nada Mole Vida           | Bob Calheiros                      | Capítol: A Chave Mestra                       |
| 2006    | A Diarista                     | Francis                            | Capítol: Aquele do Avião                      |
| 2007    | Sítio do Picapau Amarelo       | Delegado Lupicínio                 |                                               |
| 2008    | Faça Sua História              | Passatger                          | Capítol: Sob as Ordens de Mamãe               |
| 2008    | Por Toda Minha Vida            | Ary Barroso                        | Capítol: 'Dolores Duran'                      |
| 2008    | Casos e Acasos                 | Vitor                              | Capítol: O Beijo, a Foto e o Empréstimo       |
| 2008    | Casos e Acasos                 | John                               | Capítol: Ele é Ela, Ela é Ele e Ela ou Eu     |
| 2011    | Divã                           | Renée                              |                                               |
| 2011–16 | 220 Volts                      | Presentador / Diversos personatges |                                               |
| 2012    | O Fantástico Mundo de Gregório | Ell mateix                         | Capítol: Gregório parecido com Marlon Brando? |
| 2013–20 | Vai que Cola                   | Valdomiro Lacerda Pinto (Valdo)    | Temporades 1–5 i 7–8                          |
| 2013–20 | Vai que Cola                   | Iraci Lacerda Pinto / Angel        | Temporades 1–5 i 7–8                          |
| 2014    | Paulo Gustavo na Estrada       | Presentador                        |                                               |
| 2015    | Ferdinando Show                | Bicha Bichérrima                   | Capítol: 10 de agosto                         |
| 2017–21 | A Vila                         | Rique                              |                                               |
| 2020    | 220 Volts: Natal               | Diversos personatges               | Especial de cap d'any                         |

### Cinema
| Any  | Títol                                           | Personatge                      | Notes           |
| ---- | ----------------------------------------------- | ------------------------------- | --------------- |
| 2008 | A Guerra dos Rocha                              | Botiguer                        |                 |
| 2009 | Divã                                            | Renée Gama                      |                 |
| 2009 | Xuxa em O Mistério de Feiurinha                 | Caio Lacaio                     |                 |
| 2013 | Minha Mãe É uma Peça: O Filme                   | Dona Hermínia Amaral            | També guionista |
| 2014 | Os Homens São de Marte... e É pra lá que Eu Vou | Aníbal                          |                 |
| 2015 | Vai que Cola – O Filme                          | Valdomiro Lacerda Pinto (Valdo) |                 |
| 2016 | Minha Mãe É uma Peça 2                          | Dona Hermínia Amaral            | També guionista |
| 2017 | Fala Sério, Mãe!                                | Ell mateix                      |                 |
| 2018 | Minha Vida em Marte                             | Aníbal                          |                 |
| 2019 | Minha Mãe É uma Peça 3                          | Dona Hermínia Amaral            | També guionista |
| 2020 | 220 Volts: O Filme                              | Diversos personatges            |                 |
| 2020 | Agente Especial                                 |                                 |                 |

### Teatre
| Any     | Títol                | Paper                | Notes                                                                 |
| ------- | -------------------- | -------------------- | --------------------------------------------------------------------- |
| 2004–05 | Surto                |                      | creada per Paulo Gustavo dirigida per Paulo Gustavo i Fernando Caruso |

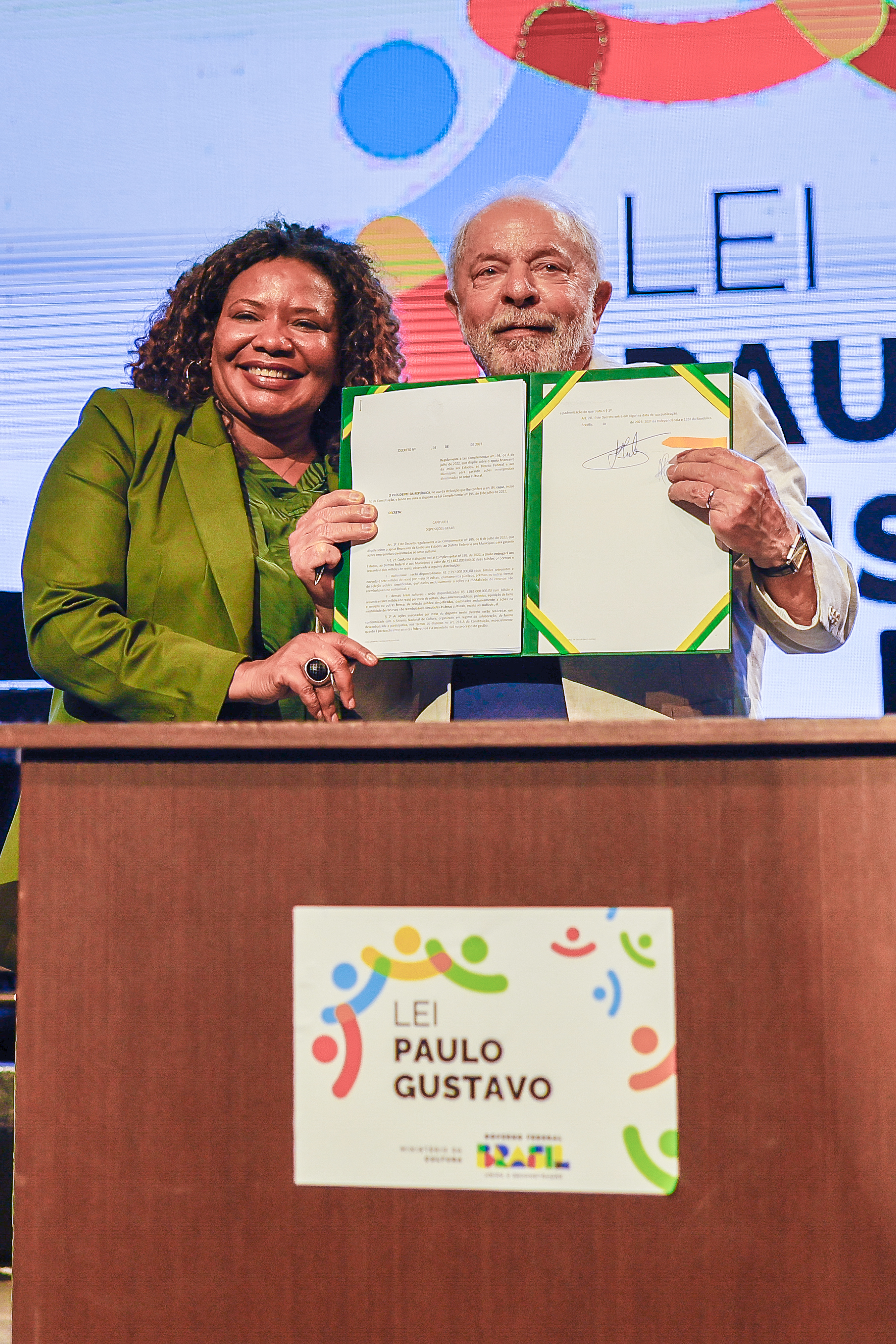
La Ministra de Cultura Margareth Menezes i el President de la República Lula da Silva en la signatura de la Llei Paulo Gustavo (11 de maig de 2023).

| 2005–06 | Infraturas           |                      | creada per Fábio Porchat                                              |
| 2006    | João Ternura         |                      | dirigida per Marcus Alvisi                                            |
| 2006–21 | Minha Mãe é uma Peça | Dona Hermínia        | creada per Paulo Gustavo dirigida per João Fonseca                    |
| 2010–16 | Hiperativo           | Ell mateix           | creada per Paulo Gustavo dirigida per Paulo Gustavo i Fernando Caruso |
| 2014–16 | 220 Volts            | Diversos personatges | creada per Paulo Gustavo                                              |
| 2016–21 | Online               |                      | creada per Paulo Gustavo                                              |

### Llibres
| Any  | Títol                | Editorial |
| ---- | -------------------- | --------- |
| 2015 | Minha Mãe é uma Peça | Objectiva |

## Premis i reconeixements
- Va rebre el Grande Prêmio do Cinema Brasileiro de 2017 al millor guió adaptat per Minha mãe é uma peça 2.[33]
- El premi anual que entrega la TV Globo al millor humorista va ser batejat amb el nom Trofeu Paulo Gustavo.[34]
- L'Ajuntament de Niterói va aprovar el canvi de nom d'un carrer del barri d'Icaraí, on l'artista va viure en la seva infància, amb el nom Rua Ator Paulo Gustavo.[35]
- El 2021 es van iniciar els tràmits al Congrés Nacional del Brasil per crear un fons de 3.862 milions de reals per finançar projectes culturals, per ajudar a un sector fortament afectat per la pandèmia. Aquests diners van sortir del superàvit del Fons Nacional de Cultura. La llei va ser aprovada finalment el juliol de 2022 i va ser batejada Llei Paulo Gustavo.[36][37]